# Obecnice
Obecnice är en ort i Tjeckien.   Den ligger i regionen Mellersta Böhmen, i den centrala delen av landet, 50 km sydväst om huvudstaden Prag. Obecnice ligger 523 meter över havet och antalet invånare är 1 174.
Terrängen runt Obecnice är kuperad åt nordväst, men åt sydost är den platt.Runt Obecnice är det ganska tätbefolkat, med 134 invånare per kvadratkilometer. Närmaste större samhälle är Příbram, 5,4 km sydost om Obecnice. I omgivningarna runt Obecnice växer i huvudsak barrskog.